# 1863
| [ Edytuj tabelę ]                         | |
| Polska                                    | - 1863 Rząd Narodowy 1863 |
| Król Polski (tytularny)                   | - 1855 Aleksander II Romanow 1881 |
| Emir Afganistanu                          | - 1842 Dost Mohammad Chan 1863 - 1863 Szer Ali Chan 1866                                                                                      |
| Współksiążęta Andory                      | - 1853 Josep Caixal i Estradé 1879 - 1848 Karol Ludwik Napoleon Bonaparte 1870                                                                |
| Prezydent Argentyny                       | - 1862 gen. Bartolomé Mitre 1868 |
| Cesarz Austrii                            | - 1848 Franciszek Józef I 1916 |
| Król Bawarii                              | - 1848 Maksymilian II 1864 |
| Król Belgów                               | - 1831 Leopold I 1865 |
| Premier Belgii                            | - 1857 Charles Rogier 1868 |
| Prezydent Boliwii                         | - 1861 José María de Achá 1864 |
| Cesarz Brazylii                           | - 1831 Pedro II 1889 |
| Sułtan Brunei                             | - 1852 Abdul Momin 1885 |
| Prezydent Chile                           | - 1861 José Joaquín Pérez 1871 |
| Cesarz Chin                               | - 1861 Tongzhi 1875 |
| Król Czech                                | - 1848 Franciszek Józef I 1916 |
| Król Danii                                | - 1848 Fryderyk VII 1863 - 1863 Chrystian IX 1906                                                                                             |
| Premier Danii                             | - 1859 Carl Edvard Rotwitt 1863 - 1863 Ditlev Gothard Monrad 1864                                                                             |
| Dalajlama                                 | - 1857 Trinlej Gjaco 1875 |
| Władca Egiptu                             | - 1854 Sa’id Pasza 1863 - 1863 Isma’il Pasza 1879                                                                                             |
| Premier Egiptu                            | - 1861 Zulfikar Pasza 1864 |
| Prezydent Ekwadoru                        | - 1859 Gabriel García Moreno 1865 |
| Cesarz Etiopii                            | - 1855 Teodor II 1868 |
| Cesarz Francuzów                          | - 1852 Napoleon III 1870 |
| Król Grecji                               | - 1863 Jerzy I 1913 |
| Prezydent Gwatemali                       | - 1851 Rafael Carrera y Turcios 1865 |
| Prezydent Haiti                           | - 1859 Fabre Geffrard 1867 |
| Król Hawajów                              | - 1854 Kamehameha IV 1863 - 1863 Kamehameha V 1872                                                                                            |
| Król Hiszpanii                            | - 1833 Izabela II 1868 |
| Król Holandii                             | - 1849 Wilhelm III 1890 |
| Premier Holandii                          | - 1862 Johan Rudolph Thorbecke 1866 |
| Prezydent Hondurasu                       | - 1862 José Francisco Montes Fonseca (p.o.) 1863 - 1863 José María Medina (p.o.) 1863 - 1863 Francisco Inestroza (p.o.) 1864                  |
| Szach Iranu                               | - 1848 Naser ad-Din Szah 1896 |
| Król Irlandii                             | - 1837 Wiktoria Hanowerska 1901 |
| Cesarz Japonii                            | - 1846 Kōmei 1866 |
| Kalif                                     | - 1861 Abdülaziz 1876 |
| Emir Kataru                               | - 1847 Muhammad ibn Sani 1878 |
| Prezydent Kolumbii                        | - 1862 gen. Tomás Cipriano de Mosquera 1863 - 1863 Froilán Largarcha 1863 - 1863 gen. Tomás Cipriano de Mosquera 1864                         |
| Patriarcha Konstantynopola                | - 1860 Joachim II 1863 - 1863 Sofroniusz III 1866                                                                                             |
| Władca Korei                              | - 1863 Kojong 1907 |
| Prezydent Kostaryki                       | - 1859 José María Montealegre Fernández 1863 - 1863 Jesús Jiménez Zamora 1866                                                                 |
| Emir Kuwejtu                              | - 1859 Sabah II 1866 |
| Prezydent Liberii                         | - 1856 Stephen Allen Benson 1864 |
| Książę Liechtensteinu                     | - 1858 Jan II Dobry 1929 |
| Wielki książę Luksemburga                 | - 1849 Wilhelm III 1890 |
| Premier Luksemburga                       | - 1860 Baron de Tornaco 1867 |
| Sułtan Maroka                             | - 1859 Muhammad IV 1873 |
| Prezydent Meksyku                         | - 1861 Benito Juárez 1863 - 1863 Juan Nepomuceno Almonte 1864                                                                                 |
| Książę Monako                             | - 1856 Karol III 1889 |
| Król Nawarry                              | - 1848 Napoleon I 1870 |
| Król Nepalu                               | - 1847 Surendra 1881 |
| Premier Nepalu                            | - 1857 Jang Bahadur Rana 1877 |
| Prezydent Nikaragui                       | - 1857 Tomás Martínez 1867 |
| Król Norwegii                             | - 1859 Karol IV 1872 |
| Premier Nowej Zelandii                    | - 1862 Alfred Domett 1863 - 1863 Frederick Whitaker 1864                                                                                      |
| Sułtan Omanu                              | - 1856 Suwajni ibn Sa’id 1866 |
| Papież                                    | - 1846 Pius IX 1878 |
| Prezydent Paragwaju                       | - 1862 Francisco Solano López 1870 |
| Prezydent Peru                            | - 1863 Miguel de San Román 1863 - 1863 Juan Antonio Pezet 1865                                                                                |
| Król Portugalii                           | - 1861 Ludwik 1889 |
| Król Prus                                 | - 1861 Wilhelm I 1888 |
| Car Rosji                                 | - 1855 Aleksander II 1881 |
| Książę Rumunii                            | - 1859 Aleksander Jan Cuza 1866 |
| Premier Rumunii                           | - 1862 Nicolae Crețulescu 1863 - 1863 Mihail Kogălniceanu 1865                                                                                |
| Król Saksonii                             | - 1854 Jan Wettyn 1873 |
| Prezydent Salwadoru                       | - 1860 Gerardo Barrios 1863 - 1863 Francisco Dueñas 1871                                                                                      |
| Kapitanowie Regenci San Marino            | - 1862 Francesco Guidi Giangi Pietro Tonnini 1863 - 1863 Giuliano Belluzzi Michele Ceccoli 1863 - 1863 Giuseppe Filippi Francesco Casali 1864 |
| Książę Serbii                             | - 1860 Michał Obrenowić 1868 |
| Prezydent Skonfederowanych Stanów Ameryki | - 1861 Jefferson Davis 1865 |
| Prezydent Szwajcarii                      | - 1863 Constant Fornerod 1863 |
| Król Szwecji                              | - 1859 Karol XV 1872 |
| Król Tajlandii                            | - 1851 Mongkut 1868 |
| Sułtan Turków                             | - 1861 Abdülaziz 1876 |
| Prezydent Urugwaju                        | - 1860 Bernardo Berro 1864 |
| Prezydent USA                             | - 1861 Abraham Lincoln 1865 |
| Prezydent Wenezueli                       | - 1861 José Antonio Páez 1863 - 1863 Juan Crisóstomo Falcón 1868                                                                              |
| Król Węgier                               | - 1848 Franciszek Józef I 1916 |
| Monarcha Wielkiej Brytanii                | - 1837 Wiktoria 1901 |
| Premier Wielkiej Brytanii                 | - 1859 Henry Temple 1865 |
| Cesarz Wietnamu                           | - 1847 Tự Đức 1883 |
| Król Włoch                                | - 1861 Wiktor Emanuel II 1878 |

Rok 1863 / MDCCCLXIII
stulecia: XVIII wiek ~
XIX wiek ~
XX wiek

dziesięciolecia:
1830–1839 •
1840–1849 •
1850–1859 •
1860–1869
• 1870–1879
• 1880–1889
• 1890–1899

lata: 1853 «
1858 «
1859 «
1860 «
1861 «
1862 «
1863
» 1864
» 1865
» 1866
» 1867
» 1868
» 1873

## Wydarzenia w Polsce
- 3 stycznia – Komitet Centralny Narodowy podjął decyzję o wybuchu powstania styczniowego z chwilą ogłoszenia branki.
- 12 stycznia – Komitet Centralny Narodowy zdecydował, iż w skład Tymczasowego Rządu Narodowego, mającego po wybuchu powstania ujawnić się w Modlinie, wejdą: Oskar Awejde, Stefan Bobrowski, ksiądz Karol Mikoszewski oraz - jako wódz naczelny – Zygmunt Padlewski.
- 14/15 stycznia – w nocy miała miejsce w Warszawie branka, która przyspieszyła wybuch powstania styczniowego.
- 15 stycznia – w domu parafii św. Aleksandra w Warszawie u księdza Karola Mikoszewskiego odbyło się zebranie zaskoczonego branką Komitetu Centralnego Narodowego; zdominowany przez czerwonych Komitet odrzucił propozycję Jana Majkowskiego ugody z Aleksandrem Wielopolskim.
- 17 stycznia – Komitet Centralny Narodowy zaakceptował tekst przedstawionego przez Jana Majkowskiego, a ułożonego przez jego siostrę – Marię Ilnicką – manifestu powstania.
- 18 stycznia:
  - powstał Tymczasowy Rząd Narodowy.
  - Komitet Centralny Narodowy przyjął - przygotowane przez Oskara Awejdego – dwa dekrety o uwłaszczeniu chłopów, wydrukowane następnie w tajnej drukarni u sióstr felicjanek; tegoż dnia namiestnik Królestwa Polskiego – carski brat, wielki książę Konstanty Mikołajewicz – dla schwytania kryjących się w podwarszawskich lasach zbiegów od branki wysłał tam wojsko.
- 19 stycznia – Komitet Centralny Narodowy - z poręki Józefa Janowskiego, a wbrew stanowisku Stefana Bobrowskiego – mianował przebywającego na emigracji Ludwika Mierosławskiego dyktatorem powstania.
- 22 stycznia
  - wybuchło powstanie styczniowe.
  - czterej członkowie Tymczasowego Rządu Narodowego opuścili Warszawę, pozostawiając władzę w rękach Komisji Wykonawczej Rządu Narodowego pod kierownictwem Stefana Bobrowskiego - piątego ich towarzysza, powstańczego naczelnika miasta; w Warszawie ogłoszony został Manifest 22 stycznia.
  - według rozsyłanych od 15 stycznia rozkazów, nocą na 23 stycznia spiskowcy przypuścili atak na 17 rosyjskich garnizonów - które to wydarzenia uznaje się za początek powstania styczniowego; mimo zwycięskiej potyczki pod Ciołkowem nie powiodło się uderzenie na Płock – mający być siedzibą Rządu Narodowego, w związku z czym Awejde, Janowski, Maykowski i ks. Mikoszewski do 27 stycznia pozostali w Kutnie.
- 23 stycznia – odbyła się potyczka pod Szydłowcem, stoczona między oddziałem powstańców styczniowych dowodzonym przez Augusta Jasińskiego i Mariana Langiewicza, a wojskami rosyjskimi; Szydłowiec był jednym z pierwszych miast wyzwolonych przez powstańców styczniowych.
- 26 stycznia – mieszkający w Paryżu Ludwik Mierosławski przyjął - z rąk emisariuszy Rządu Narodowego, Władysława Janowskiego i Stanisława Krzemińskiego – dyktaturę powstania.
- 3 lutego – powstanie styczniowe: zwycięstwo powstańców w bitwie pod Węgrowem.
- 4 lutego – powstanie styczniowe: porucznik Franciszek Sokołowski uderzył ze swym oddziałem na Rawę Mazowiecką, zdobywając rosyjskie koszary.
- 6-7 lutego – powstanie styczniowe: doszło do wygranej przez wojska rosyjskie bitwy pod Siemiatyczami.
- 7 lutego – Komisja Wykonawcza wydała odezwę Do Polaków w zaborach pruskim i austriackim, stwierdzającą iż w obu tych zaborach „powstania być nie może i nie powinno”; autorem jej był Agaton Giller, agent „białych” w zdominowanym przez „czerwonych” Rządzie Narodowym.
- 8 lutego:
  - z inicjatywy Bismarcka w Petersburgu podpisano prusko-rosyjską konwencję Alvenslebena skierowaną przeciw powstaniu styczniowemu.
  - powstanie styczniowe: klęska powstańców w bitwie pod Słupczą.
- 11 lutego – powstanie styczniowe: oddział generała Mariana Langiewicza pobił Rosjan w bitwie pod Słupią.
- 17 lutego:
  - powstanie styczniowe: w bitwie pod Miechowem Rosjanie rozbili siły powstańcze dowodzone przez Apolinarego Kurowskiego; było to pierwsze starcie z udziałem żuawów śmierci.
  - powstanie styczniowe: stoczono zwycięską bitwę pod Staszowem.
- 19 lutego – powstanie styczniowe: oddział powstańczy dowodzony przez dyktatora powstania styczniowego Ludwika Mierosławskiego poniósł klęskę w bitwie pod Krzywosądzem na Kujawach.
- 21 lutego – powstanie styczniowe: w bitwie pod Nową Wsią na Kujawach, drugiej i zarazem ostatniej bitwie dowodzonej przez Ludwika Mierosławskiego, siły polskie zostały ponownie rozbite przez Moskali.
- 24 lutego – powstanie styczniowe: przegrane bitwy pod Małogoszczem i Dobrą.
- 1 marca – powstanie styczniowe: zwycięska potyczka oddziału Walerego Parczewskiego z Kozakami pod Czarną Wsią.
- 4 marca – powstanie styczniowe: oddział Mariana Langiewicza stoczył z wojskami rosyjskimi bitwę pod Pieskową Skałą.
- 5 marca – powstanie styczniowe: oddział powstańczy pod dowództwem Mariana Langiewicza i Antoniego Jeziorańskiego odniósł zwycięstwo nad Rosjanami w bitwie pod Skałą.
- 9 marca – powstanie styczniowe: bitwa pod Myszyńcem oddziałów Kurpiowskich pod dowództwem Zygmunta Padlewskiego z oddziałami armii rosyjskiej zakończona zwycięstwem Polaków.
- 10 marca – tę datę nosiła odezwa gen. Mariana Langiewicza, ogłaszająca objęcie przezeń dyktatury powstania.
- 11 marca – powstanie styczniowe: w obozie pod Goszczą ogłoszono dyktaturę gen. Mariana Langiewicza; tegoż dnia złożył on publicznie przysięgę i podpisał dekret o rządzie cywilnym.
- 12 marca – powstanie styczniowe: powstał Rząd Narodowy Cywilny.
- 17 marca – powstanie styczniowe: wygrana powstańców w bitwie pod Chrobrzem.
- 18 marca – stoczono jedną z najkrwawszych w powstaniu styczniowym bitwę pod Grochowiskami, ostatnią z udziałem żuawów śmierci dowodzonych przez François Rochebrune’a. Bitwa zakończyła się zwycięstwem Polaków.
- 19 marca – dyktator powstania Marian Langiewicz i jego adiutant, Anna Pustowójtówna, zostali aresztowani przez Austriaków po przeprawieniu się przez Wisłę do Galicji.
- 21 marca:
  - wysłany do Krakowa Stefan Bobrowski wydał tam - podpisaną własnym imieniem i nazwiskiem - skierowaną przeciw „białym” i „mierosławczykom” odezwę, proklamującą powrót władzy w ręce Rządu Narodowego po upadku dyktatury Langiewicza.
  - powstanie styczniowe: oddział Leona Czechowskiego został rozbity pod Hutą Krzeszowską.
- 22 marca – powstanie styczniowe: porażka powstańców w bitwie pod Olszakiem.
- 24 marca – powstanie styczniowe: oddział powstańczy pod dowództwem pułkownika Marcina Borelowskiego poniósł klęskę w bitwie pod Krasnobrodem.
- 5 kwietnia – powstanie styczniowe: porażka powstańców w bitwie pod Szklarami.
- 12 kwietnia – powstanie styczniowe: w sprowokowanym przez „białych” pojedynku został zamordowany pierwszym strzałem („był do tego stopnia krótkowidzem, że pojedynek na pistolety [...] narażał go na śmierć niechybną”) przez hrabiego Adama Grabowskiego należący do stronnictwa „czerwonych” Stefan Bobrowski, członek Komitetu Centralnego Narodowego i Tymczasowego Rządu Narodowego, najwybitniejszy - choć zaledwie dwudziestotrzyletni - z przywódców powstania styczniowego.
- 14 kwietnia – powstanie styczniowe: klęska powstańców w bitwie pod Budą Zaborowską.
- 16 kwietnia – powstanie styczniowe: zwycięstwo powstańców w bitwie pod Borowymi Młynami.
- 18 kwietnia – powstanie styczniowe: kolumna wojsk rosyjskich rozgromiła obóz powstańców pod Brodami.
- 21 kwietnia – powstanie styczniowe: oddział Zygmunta Sierakowskiego pobił Rosjan w bitwie pod Ginietynami.
- 23 kwietnia – powstanie styczniowe: nierozstrzygnięta bitwa pod Wąsoszem.
- 24 kwietnia:
  - powstanie styczniowe: dowodzony przez Marcina Borelowskiego (pseud. „Lelewel”) oddział został pod Józefowem rozbity przez Moskali; w boju poległ Mieczysław Romanowski, lwowski poeta romantyczny.
  - powstanie styczniowe: stoczono bitwę pod Jaworznikiem w której Moskale rozbili oddział powstańczy kpt. Anastazego Mossakowskiego.
- 26 kwietnia – powstanie styczniowe: zwycięstwo powstańców w II bitwie pod Nową Wsią.
- 29 kwietnia – powstanie styczniowe: zwycięstwo Rosjan w bitwie pod Brdowem.
- 3 maja – powstanie styczniowe: Tymczasowy Rząd Narodowy powołał powołał Komitet Polski w Paryżu.
- 4/5 maja – powstanie styczniowe: w nocy oddział Ignacego Mystkowskiego urządził pod Stokiem zasadzkę na wojska rosyjskie, odnosząc jedno z największych polskich zwycięstw podczas powstania.
- 5 maja – powstanie styczniowe: w bitwie pod Krzykawką poległ Francesco Nullo, dowódca tzw. garibaldczyków, czyli włoskich ochotników, którzy wzięli udział w powstaniu.
- 6 maja – powstanie styczniowe: zwycięstwo powstańców w bitwie pod Kobylanką.
- 7 maja – powstanie styczniowe: wygrana powstańców w bitwie pod Medejkami.
- 8 maja – powstanie styczniowe: zwycięstwo Rosjan w I bitwie pod Ignacewem koło Konina. Moskale rozbili oddział Edmunda Taczanowskiego; niedobitki zdołał wyprowadzić Jan Kanty Działyński.
- 9 maja – powstanie styczniowe: klęska powstańców w bitwie pod Birżami.
- 11 maja – powstanie styczniowe: oddział Antoniego Jeziorańskiego został rozbity w bitwie pod Hutą Krzeszowską.
- 13 maja:
  - powstanie styczniowe na Litwie i Rusi: do Wilna przybył nowy generał-gubernator Michaił Murawjow.
  - powstanie styczniowe: klęska powstańców w bitwie pod Kietlanką.
- 15 maja – powstanie styczniowe: ujęty przez Moskali generał Zygmunt Padlewski został rozstrzelany.
- 17 maja – powstanie styczniowe: pod Horkami koło Kobrynia rozpoczęła się pierwsza bitwa powstania styczniowego, w której dowodził Romuald Traugutt.
- 19 maja – powstanie styczniowe: klęska powstańców w bitwie pod Tuczapami.
- 21 maja – powstanie styczniowe: zwycięstwo powstańców w bitwie pod Kadyszem.
- 23 maja – powstanie styczniowe: upadł Tymczasowy Rząd Narodowy. Sprzyjający „czerwonym” Jan Wernicki, Włodzimierz Lempke i Stanisław Olszański przejęli pieczęć Rządu Narodowego (tzw. kwietniowego, kierowanego przez Agatona Gillera) – co w warunkach państwa podziemnego oznaczało jego obalenie; rozpoczęło się formowanie „rządu czerwonych prawników”.
- 25 maja – powstanie styczniowe: porażka powstańców w bitwie pod Horkami.
- 26 maja – powstanie styczniowe: oddziały powstańcze pod wodzą gen. Edmunda Różyckiego odniosły błyskotliwe zwycięstwo w bitwie pod Salichą nad rosyjskim oddziałem karnym dowodzonym przez kpt. Łomonosowa.
- 27 maja – powstanie styczniowe: w skład Rządu Narodowego weszli Piotr Kobylański i Erazm Malinowski.
- 30 maja – powstanie styczniowe: stoczono I bitwę pod Chruśliną.
- 1 czerwca – powstanie styczniowe: między Małkinią a Czyżewem dróżnik kolejowy dokonał sabotażu poprzez rozkręcenie szyn doprowadzając do katastrofy rosyjskiego pociągu, w której zginęło 20 oficerów i 600 żołnierzy.
- 2 czerwca – powstanie styczniowe: Rząd Narodowy (czerwonych prawników) powołał w każdym powiecie i w Warszawie trybunały rewolucyjne do sądzenia spraw politycznych.
- 3 czerwca – powstanie styczniowe: zwycięstwo Rosjan w bitwie pod Nagoszewem.
- 9 czerwca – powstanie styczniowe: personel Banku Polskiego na placu Bankowym w Warszawie przekazał powstańcom, dowodzonym przez Aleksandra Waszkowskiego depozyty Kasy Głównej Królestwa w wysokości 3,6 miliona złotych, 500 tysięcy rubli i wielu listów zastawnych.
- 10 czerwca – powstanie styczniowe: oddział Edmunda Calliera stoczył z wojskami rosyjskimi bitwę pod Kleczewem.
- 12 czerwca – na stokach Cytadeli Warszawskiej stracony przez powieszenie został ksiądz Agrypin Konarski – kapucyn, w powstaniu styczniowym kapelan oddziałów Teodora Cieszkowskiego, Dionizego Czachowskiego i Władysława Kononowicza.
- 14 czerwca – na rozkaz namiestnika Królestwa Polskiego, wielkiego księcia Konstantego Mikołajewicza, arcybiskup metropolita warszawski Zygmunt Szczęsny Feliński został wywieziony do Gatczyny koło Petersburga; do kraju wrócił dopiero po 20 latach.
- 15 czerwca – powstanie styczniowe: porażka Polaków w bitwie pod Lututowem.
- 18 czerwca – powstanie styczniowe: porażka powstańców w bitwie pod Górami.
- 20 czerwca – powstanie styczniowe: doszło do bitwy pod Komorowem, przerwanej przez gwałtowną burzę.
- 21 czerwca – powstanie styczniowe: utworzono Wydział Wykonawczy Rządu Narodowego dla Wołynia, Podola i Ukrainy.
- 27 czerwca:
  - na Placu Łukiskim w Wilnie został stracony Zygmunt Sierakowski, dowódca powstańczy na Litwie; ujętego przez Moskali po bitwie pod Birżami skazano 23 czerwca zaocznie na karę śmierci; mimo interwencji brytyjskiego ambasadora Francisa Napiera u ministra wojny Milutina wyrok został konfirmowany przez Murawjowa za zgodą cara Aleksandra II, z zamianą rozstrzelania na powieszenie.
  - porażka oddziału Józefa Oxińskiego w bitwie pod Przedborzem.
- 2 lipca – powstanie styczniowe: stoczono bitwę pod Radziłłowem.
- 10 lipca – powstanie styczniowe: zwycięstwo powstańców w bitwie pod Ossą.
- 14 lipca – rząd carski odrzucił noty rządów Anglii, Francji i Austrii w sprawie amnestii i ustępstw dla Królestwa Polskiego w ramach Konstytucji z 1815.
- 16 lipca – popadły w niełaskę i urlopowany przez rząd w Petersburgu cywilny naczelnik władz Królestwa Polskiego, margrabia Aleksander Wielopolski, wyjechał z kraju (jak się okazało - na zawsze); jego „tymczasowym” zastępcą w Radzie Administracyjnej został hrabia Fiodor Berg.
- 19 lipca – we Lwowie została podpisana Concordia, umowa pomiędzy biskupami rzymskokatolickimi a greckokatolickimi.
- 4 sierpnia – powstanie styczniowe: gen. Michał Heydenreich pokonał Rosjan w II bitwie pod Chruśliną.
- 5 sierpnia – powstanie styczniowe: zwycięstwo powstańców w bitwie pod Depułtyczami Królewskimi.
- 8 sierpnia – powstanie styczniowe: zwycięstwo powstańców w bitwie pod Żyrzynem.
- 24 sierpnia – powstanie styczniowe: klęska powstańców w bitwie pod Fajsławicami.
- 25 sierpnia:
  - powstanie styczniowe: zwycięstwo powstańców w bitwie pod Sędziejowicami.
  - powstanie styczniowe: zwycięstwo Rosjan w bitwie pod Żelazną.
  - w następstwie przegranej przez Moskali bitwy pod Żyrzynem namiestnik Królestwa Polskiego, wielki książę Konstanty Mikołajewicz, został odwołany do Petersburga.
- 3 września – powstanie styczniowe: powstańcy pod dowództwem pułkownika Marcina Borelowskiego odnieśli zwycięstwo w bitwie pod Panasówką.
- 6 września – powstanie styczniowe: w przegranej bitwie na Sowiej Górze śmiertelnie ranny został Marcin Borelowski.
- 15 września – powstanie styczniowe: II bitwa pod Małogoszczem.
- 19 września – powstanie styczniowe: zamach w Warszawie na namiestnika Królestwa Polskiego, generała Berga.
- 30 września – powstanie styczniowe: podczas bitwy pod Mełchowem stracił lewą nogę i dostał się do niewoli Adam Chmielowski, późniejszy brat Albert.
- 17 października – Romuald Traugutt został dyktatorem powstania styczniowego.
- 8 listopada – powstanie styczniowe: oddział ppłk. Jana Rudowskiego rozbroił rosyjską załogę Szydłowca.
- 16 listopada – powstanie styczniowe: zwycięstwo polskie w bitwie pod Rossoszem.
- 21 listopada – Moskale, nie czekając na akt ułaskawienia, dokonali w Siedlcach publicznej egzekucji (przez powieszenie) ujętego 8 tygodni wcześniej Władysława Rawicza – cywilnego naczelnika województwa podlaskiego w powstaniu styczniowym.
- 25 listopada – powstanie styczniowe: zwycięstwo powstańców w bitwie pod Opatowem.
- 4 grudnia – powstanie styczniowe: zwycięstwo powstańców w bitwie pod Sprową.
- 5 grudnia – powstanie styczniowe: zwycięstwo powstańców pod dowództwem pułkownika Karola Kality w bitwie pod Mierzwinem.
- 23 grudnia – powstanie styczniowe: w Radomiu został rozstrzelany przez Moskali powstańczy dowódca Zygmunt Chmieleński.

- Powstanie styczniowe: nocny wymarsz z Krakowa ochotników do obozu powstańczego w Ojcowie.
- Powstanie styczniowe: Dyrekcja Policji w Krakowie wydała zakaz uczestnictwa w powstaniu na terenie Królestwa.
- Powstanie styczniowe: z Krakowa wyruszył oddział ochotników pod dowództwem Józefa Grekowicza. Po przekroczeniu granicy został rozbity. Podobnie skończyły się następne wyprawy.

## Wydarzenia na świecie
- 1 stycznia – w Stanach Zjednoczonych zniesiono niewolnictwo.
- 2 stycznia – wojna secesyjna: zwycięstwo wojsk Unii w bitwie nad Stones River.
- 8 stycznia – wojna secesyjna: zwycięstwo wojsk Unii w II bitwie pod Springfield (Missouri).
- 9–11 stycznia – wojna secesyjna: zwycięstwo floty Unii w bitwie morskiej pod Fort Hindman.
- 10 stycznia – w Londynie uruchomiono pierwszą na świecie linię metra (dł. 6 km).
- 21 stycznia – założono przedsiębiorstwo Opel.
- 29 stycznia – wojny z Indianami: armia amerykańska dokonała masakry Szoszonów nad Bear River.
- 31 stycznia – ukazała się w druku powieść przygodowa Pięć tygodni w balonie autorstwa Juliusza Verne’a.
- 10 lutego – Amerykanin Alanson Crane opatentował gaśnicę.
- 15 lutego – powstanie styczniowe: Giuseppe Garibaldi zwrócił się do społeczeństw Europy z głośnym apelem Nie opuszczajcie Polski.
- 24 lutego – powstało Terytorium Arizony.
- 13 marca – francuski poeta August Barbier napisał wiersz Atak pod Węgrowem, zainspirowany atakiem polskich kosynierów na rosyjskie armaty, w czasie stoczonej 3 lutego bitwy pod Węgrowem.
- 30 marca – Jerzy I został królem Grecji.
- 10 kwietnia – wojna secesyjna: zwycięstwo wojsk Unii w I bitwie pod Franklin.
- 26 kwietnia – wojna secesyjna: zwycięstwo wojsk Unii w bitwie pod Cape Girardeau w stanie Missouri.
- 27 kwietnia – u wybrzeży Nowej Fundlandii zatonął brytyjski statek pasażerski Anglo Saxon; zginęło 238 osób.
- 30 kwietnia:
  - wojna secesyjna: rozpoczęła się bitwa pod Chancellorsville.
  - francuska interwencja w Meksyku: zwycięstwo wojsk meksykańskich w bitwie o Camerone.
- 1 maja – wojna secesyjna: Kongres Skonfederowanych Stanów Ameryki przyjął nową flagę narodową.
- 3 maja – wojna secesyjna: zwycięstwo wojsk Unii w II bitwie pod Fredericksburgiem.
- 4 maja – wojna secesyjna: zakończyła się nierozstrzygnięta bitwa pod Suffolk.
- 6 maja – wojna secesyjna: zakończyła się bitwa pod Chancellorsville, jedno z największych starć wojny secesyjnej.
- 8 maja – Konfederacja Granady została przekształcona w Stany Zjednoczone Kolumbii.
- 9 maja – powstanie styczniowe: w Sołowijówce na Ukrainie grupa agitacyjna 21 powstańców Antoniego Juriewicza, która wzywała do podjęcia walki z władzami rosyjskimi, została osaczona przez podburzonych przez władze carskie chłopów ukraińskich. 12 powstańców w okrutny sposób zamordowano. Resztę, ciężko rannych, odstawiono do władz rosyjskich. Tylko dwóm udało się uciec.
- 10 maja – powstanie styczniowe na ziemiach zabranych: w bitwie pod Piotrowszczyzną koło Mińska Rosjanie rozbili oddział 300 powstańców pod wodzą Antoniego Trusowa.
- 12 maja – Rasoherina została królową Madagaskaru.
- 15 maja – powstanie styczniowe: Tymczasowy Rząd Narodowy powołał Agencję Główną w Paryżu.
- 16 maja – wojna secesyjna: zwycięstwo wojsk Unii w bitwie pod Champion Hill.
- 22 maja – wojna secesyjna: wojska Unii rozpoczęły oblężenie Port Hudson w Luizjanie.
- 23 maja – socjalista Ferdinand Lassalle stanął na czele powołanego w Lipsku Powszechnego Niemieckiego Związku Robotniczego, protoplasty SPD.
- 7 czerwca – po ciężkich walkach inwazyjne wojska francuskie zajęły stolicę Meksyku.
- 9 czerwca – wojna secesyjna: nierozstrzygnięta bitwa pod Brandy Station.
- 15 czerwca – wojna secesyjna: zwycięstwo Konfederatów w II bitwie pod Wichester.
- 19 czerwca – wojna secesyjna: nierozstrzygnięta bitwa pod Middleburg.
- 20 czerwca – Wirginia Zachodnia jako 35. stan dołączyła do Unii.
- 25 czerwca – japońskie klany wszczynają wojnę z cudzoziemcami (w cieśn. Shimonoseki ostrzelano amerykański okręt wojenny „Pembroke”)
- 1 lipca – rozpoczęła się bitwa pod Gettysburgiem, przełomowa dla losów wojny secesyjnej w USA.
- 4 lipca – wojna secesyjna: Unia zdobyła ostateczną przewagę w wojnie z Konfederacją - tego samego dnia, niezależnie od siebie, po zwycięstwie Armii Potomaku pod dowództwem generała George’a Meade’a w bitwie pod Gettysburgiem Armia Tennessee generała Ulyssesa Granta zajęła Vicksburg.
- 13 lipca – wojna secesyjna: w Nowym Jorku rozpoczęły się trzydniowe rozruchy przeciw poborowi do armii Unii.
- 14 lipca – rząd carski odrzucił noty rządów Anglii, Francji i Austrii w sprawie amnestii i ustępstw dla Królestwa Polskiego w ramach Konstytucji z 1815.
- 24 lipca – wojna z Dakotami: zwycięstwo armii amerykańskiej w bitwie pod Big Mound.
- 11 sierpnia – Kambodża została protektoratem Francji.
- 17 sierpnia – Royal Navy zakończyła trzydniowe bombardowanie Kagoshimy, będące odwetem za tzw. incydent w Namamugi – przeprowadzony niespełna rok wcześniej atak samurajów na czworo Brytyjczyków, z których jeden zginął.
- 21 sierpnia – wojna secesyjna: II bitwa pod Chattanoogą, zakończona zwycięstwem Unii.
- 31 sierpnia – papież Pius IX nakazał modły na całym świecie w intencji Polski.
- 3 września – wojna z Dakotami: rozpoczęła się bitwa pod Whitestone Hill.
- 8 września – wojna secesyjna: bitwa morska pod Sabine Pass.
- 18–20 września – wojna secesyjna: bitwa nad Chickamauga, zakończona zwycięstwem Konfederacji.
- 15 października – wojna secesyjna: zatonął konfederacki okręt podwodny H.L. Hunley z ośmioosobową załogą.
- 26 października – w Anglii założono Football Association.
- 29 października – założono Międzynarodowy Czerwony Krzyż.
- 9 listopada – doszło do buntu w Akademii Sztuk Pięknych w Petersburgu, który doprowadził do wyodrębnienia się ruchu pieriedwiżników.
- 15 listopada – Chrystian IX został królem Danii.
- 19 listopada – prezydent USA Abraham Lincoln wygłosił mowę gettysburgską, w której określił sens wojny secesyjnej jako walki o przetrwanie państwa opartego na wolności i równości wszystkich obywateli.
- 23–25 listopada – wojna secesyjna: III bitwa pod Chattanoogą, zakończona zwycięstwem Unii.
- 6 grudnia – zwycięstwem wojsk ekwadorskich zakończyła się wojna ekwadorsko-kolumbijska.
- 8 grudnia – w pożarze kościoła Jezuitów w Santiago zginęło około 2,5 tys. osób.

- Pierwsi studenci japońscy (m.in. Hirobumi Itō, Kaoru Inoue) na koszt rządu, wyjechali by kontynuować studia w Wielkiej Brytanii.
- Ludność Szwecji przekroczyła 4 mln osób (4022,6 tys.).

## Urodzili się
- 1 stycznia – baron Pierre de Coubertin, twórca idei nowożytnych igrzysk olimpijskich (zm. 1937)
- 3 stycznia
  - Helena Dąbczańska, polska kolekcjonerka dzieł sztuki (zm. 1956)
  - George Lindsay, szkocki rugbysta (zm. 1905)
- 16 stycznia – Antoni Styła, polski rolnik, działacz ludowy, polityk, samorządowiec (zm. 1933)
- 26 stycznia – Charles Wade, australijski polityk i prawnik, reprezentant Anglii w rugby (zm. 1922)
- 9 lutego – Aleksander Skowroński, polski duchowny katolicki, prałat, działacz narodowy i społeczny na Górnym Śląsku (zm. 1934)
- 25 lutego – Adolf Józef Jełowicki, polski duchowny katolicki, biskup lubelski (zm. 1937)
- 3 marca – Antoni Pawluszkiewicz, polski przedsiębiorca, polityk (zm. 1908)
- 12 marca – Władimir Wiernadski, rosyjski, ukraiński i radziecki minerolog i geochemik (zm. 1945)
- 24 marca – Bohuslav Križka, słowacki inżynier górniczy, pionier techniki, wynalazca (zm. 1938)
- 6 kwietnia – Jozef Hanula, słowacki artysta malarz (zm. 1944)
- 22 kwietnia – Władysław Seyda, polski prawnik, polityk, minister byłej Dzielnicy Pruskiej, Pierwszy Prezes Sądu Najwyższego (zm. 1939)
- 29 kwietnia:
  - Konstandinos Kawafis, grecki poeta (zm. 1933)
  - Maria Ledóchowska, założycielka klawerianek, błogosławiona katolicka (zm. 1922)
- 1 maja – Patrick Wauchope, szkocki rugbysta (zm. 1939)
- 4 maja – Edmund Osterloff, pionier i współtwórca polskiej fotografii artystycznej (zm. 1938)
- 8 maja – Charles Taylor, walijski rugbysta, oficer Royal Navy (zm. 1915)
- 16 maja – Antoni Stamirowski, polski polityk, prezydent Łodzi (zm. 1938)
- 24 maja – Helena Rzepecka, polska nauczycielka i publicystka (zm. 1916)
- 25 maja – Heinrich Rickert, niemiecki filozof (zm. 1936)
- 27 maja – Franz Schalk, austriacki dyrygent i pedagog (zm. 1931)
- 9 czerwca – Krescencja Valls Espí, hiszpańska działaczka Akcji Katolickiej, męczennica, błogosławiona katolicka (zm. 1936)
- 21 czerwca – Max Wolf, niemiecki astronom (zm. 1932)
- 28 czerwca – Paula od św. Anastazji Isla Alonso, hiszpańska karmelitanka miłosierdzia, męczennica, błogosławiona katolicka (zm. 1936)
- 30 czerwca – Alberyk Crescitelli, włoski ksiądz, misjonarz, męczennik, święty katolicki (zm. 1900)
- 5 lipca – Józef Dreyza, polski działacz społeczny i narodowy na Górnym Śląsku, powstaniec śląski
- 13 lipca – Margaret Murray, brytyjska egiptolog, archeolog, antropolog, wykładowczyni akademicka (zm. 1963)
- 16 lipca – Fannie Bloomfield-Zeisler, amerykańska pianistka (zm. 1927)
- 18 lipca – Klara Szczęsna, polska zakonnica, współzałożycielka sercanek, błogosławiona katolicka (zm. 1916)
- 24 lipca – Anna Kisielnicka-Kossak, polska szlachcianka (zm. 1944)
- 30 lipca – Henry Ford, przemysłowiec amerykański, który założył w Detroit w roku 1903 spółkę Ford Motor Company (zm. 1947)
- 1 sierpnia – Gaston Doumergue, francuski polityk, minister spraw zagranicznych, premier i prezydent Francji (zm. 1937)
- 5 sierpnia – Emanuel Sonnenberg, polski lekarz, łódzki lekarz społecznik (zm. 1939)
- 11 sierpnia
  - Stefan Artwiński, polski farmaceuta, legionista, prezydent Kielc
  - Kandelaria od św. Józefa, wenezuelska zakonnica, założycielka zgromadzenia Siostrzyczek Ubogich z Altagracia de Orituco, błogosławiona katolicka (zm. 1940)
- 23 sierpnia – Amélie Rives Troubetzkoy, amerykańska prozaiczka, poetka i dramatopisarka (zm. 1945)
- 28 sierpnia – William Edwin Van Amburgh, członek zarządu Towarzystwa Strażnica (zm. 1947)
- 30 sierpnia – Siergiej Prokudin-Gorski, rosyjski fotografik (zm. 1944)
- 6 września – Charles Berry, szkocki rugbysta (zm. 1947)
- 8 września – Maria od Boskiego Serca Jezusa, niemiecka zakonnica, mistyczka, błogosławiona katolicka (zm. 1899)
- 16 września – Marian Raciborski, polski botanik, jeden z pierwszych w Polsce paleobotaników (zm. 1917)
- 22 września – Alexandre Yersin, szwajcarski lekarz bakteriolog (zm. 1943)
- 27 września – Alexander Clay, szkocki rugbysta (zm. 1950)
- 28 września – John Hawcridge, angielski rugbysta (zm. 1905)
- 1 października – Charles Henry Martin, amerykański generał major, polityk, kongresman, gubernator stanu Oregon (zm. 1946)
- 18 października – Stefan Tobiasz Aszkenaze, polski adwokat, polityk pochodzenia żydowskiego (zm. 1920)
- 22 października – Franciszek Paleari, włoski duchowny katolicki, błogosławiony (zm. 1939)
- 27 października – Edgar Wilkinson, angielski rugbysta (zm. 1896)
- 31 października – William Gibbs McAdoo, amerykański polityk, senator ze stanu Kalifornia (zm. 1941)
- 2 listopada – Maria Małgorzata Caiani, włoska zakonnica, założycielka Najmniejszych Sióstr Serca Jezusowego, błogosławiona katolicka (zm. 1921)
- 3 listopada – Blanche Bingley, brytyjska tenisistka (zm. 1946)
- 18 listopada – Józefina Nicoli, włoska szarytka, błogosławiona katolicka (zm. 1924)
- 23 listopada – Andrzej Jacek Longhin, włoski kapucyn, biskup, błogosławiony katolicki (zm. 1936)
- 24 listopada – Alfred Larsen, norweski żeglarz, medalista olimpijski (zm. 1950)
- 5 grudnia – Marian Wawrzeniecki, polski malarz, archeolog (zm. 1943)
- 11 grudnia – Annie Jump Cannon, amerykańska astronom (zm. 1941)
- 12 grudnia – Edvard Munch, norweski malarz i grafik (zm. 1944)
- 18 grudnia – Franciszek Ferdynand Habsburg, następca tronu Habsburgów, zamordowany w Sarajewie (zm. 1914)
- 26 grudnia – Charles Pathé, francuski pionier przemysłu filmowego (zm. 1957)
- 28 grudnia – Milena Mrazović, bośniacka pisarka, dziennikarka, pianistka i kompozytorka (zm. 1927)
- 29 grudnia – Victor Lardanchet, francuski rugbysta, medalista olimpijski (zm. 1936)
- data dzienna nieznana: 
  - Johann Franz (senior), spiskoniemiecki przewodnik tatrzański (zm. 1939)
  - Maria Fu Guilin, chińska męczennica, święta katolicka (zm. 1900)
  - John Jamieson, szkocki rugbysta (zm. 1921)
  - Józef Wang Kuiju, chiński męczennik, święty katolicki (zm. 1900)

## Zdarzenia astronomiczne
- W tym roku Słońce osiągnęło lokalne maksimum aktywności.

## Święta ruchome
- Tłusty czwartek: 12 lutego
- Ostatki: 17 lutego
- Popielec: 18 lutego
- Niedziela Palmowa: 29 marca
- Wielki Czwartek: 2 kwietnia
- Wielki Piątek: 3 kwietnia
- Wielka Sobota: 4 kwietnia
- Wielkanoc: 5 kwietnia
- Poniedziałek Wielkanocny: 6 kwietnia
- Wniebowstąpienie Pańskie: 14 maja
- Zesłanie Ducha Świętego: 24 maja
- Boże Ciało: 4 czerwca